# 신덕초등학교 (전북)
신덕초등학교는 대한민국 전북특별자치도 임실군 신덕면 수천리에 있었던 공립 초등학교였다.

## 학교 연혁
- 1930년 6월 10일 신덕공립보통학교(4년제) 개교(설립인가 5월 15일)
- 1938년 4월 1일 교명 변경[1] (신덕공립심상소학교)
- 1941년 4월 1일 교명 변경[2] (신덕공립국민학교)
- 1942년 4월 1일 6년제 개편
- 1981년 3월 2일 병설유치원 개원
- 1993년 2월 28일 조월분교장 통폐합
- 1995년 2월 28일 오궁국민학교 통폐합
- 1996년 3월 1일 신덕초등학교 개칭[3]
- 2003년 12월 3일 교실 증개축 및 화장실 증축
- 2009년 5월 12일 학교 운동장 잔디 조성
- 2017년 9월 1일 제32대 박희상 교장 부임
- 2021년 2월 9일 제87회 2명 졸업 (총 1927명 졸업생 배출)
- 2025년 2월 28일 95년만에 폐교[4]